# جون أبوت
جون أبوت (John Abbot) كان عالم أحياء أمريكيًا، ولد في 31 مايو أو 1 يونيو 1751 بلندن (إنكلترا) وتوفي في ديسمبر 1840 أو يناير 1841 بمقاطعة بولوك، جورجيا (الولايات المتحدة).